# ヒメキリンソウ
ヒメキリンソウ（姫麒麟草、学名: Phedimus sikokianus）は、ベンケイソウ科キリンソウ属の多年草。

## 特徴
根茎は短く、花茎の高さは8cmになり、直立する。葉は対生し、その数は3-4対と少ない。葉身は長さ1-1.5cm、幅0.8-1cmの広倒披針形から倒卵形で、先端は鈍頭、基部はしだいに細まり、葉縁の上部半分に波状の鋸歯がある。
花期は7月。茎の先端に小型の集散花序をつけ、10個以下の花をつける。花は黄色で5数性、萼裂片は線形。花弁は線状披針形で、先端が針状に鋭くとがり、長さ8mmになる。雄蕊は10個あり、裂開直前の葯は赤橙色。心皮は5個あり、果時に広く開出する。染色体数2n=16の2倍体。
本種はキリンソウ Phedimus aizoon var. floribundus と同種とされてきた経過があるが、花茎が8cmと短いこと、葉がつねに対生すること、花序が小型で花数が10個以下であることなどで明らかに区別される。なお、キリンソウ属のなかで唯一の2倍体種である。

## 分布と生育環境
日本固有種。四国山地に分布し、標高1300-1600mの岩礫地に生育する。

## 名前の由来
和名ヒメキリンソウは、「姫麒麟草」の意で、小型のキリンソウの意味、「ひめきりんさう」は、牧野富太郎 （1889）による。牧野は、知人の渡邊莊兵衛が高知県高岡郡の鳥形山の山頂で採集したものに Sedum sp. と仮称し、この和名をつけた。
種小名（種形容語）sikokianus は、「四国産の」の意味。牧野富太郎が1885年に高知県手箱山で採集した本種をロシアの植物学者のカール・ヨハン・マキシモヴィッチに送付し、後にマキシモヴィッチから、新種 Sedum sikokianum Maxim. との回答を得た。牧野は、1891年に『日本植物志図篇』第1巻第10集にこの学名を添えて出版した。

## 種の保全状況評価
絶滅危惧IB類 (EN)（環境省レッドリスト）
都道府県のレッドデータ、レッドリストの選定状況は、徳島県が絶滅危惧IA類(CR)に、高知県が注目種になっている。

## ギャラリー

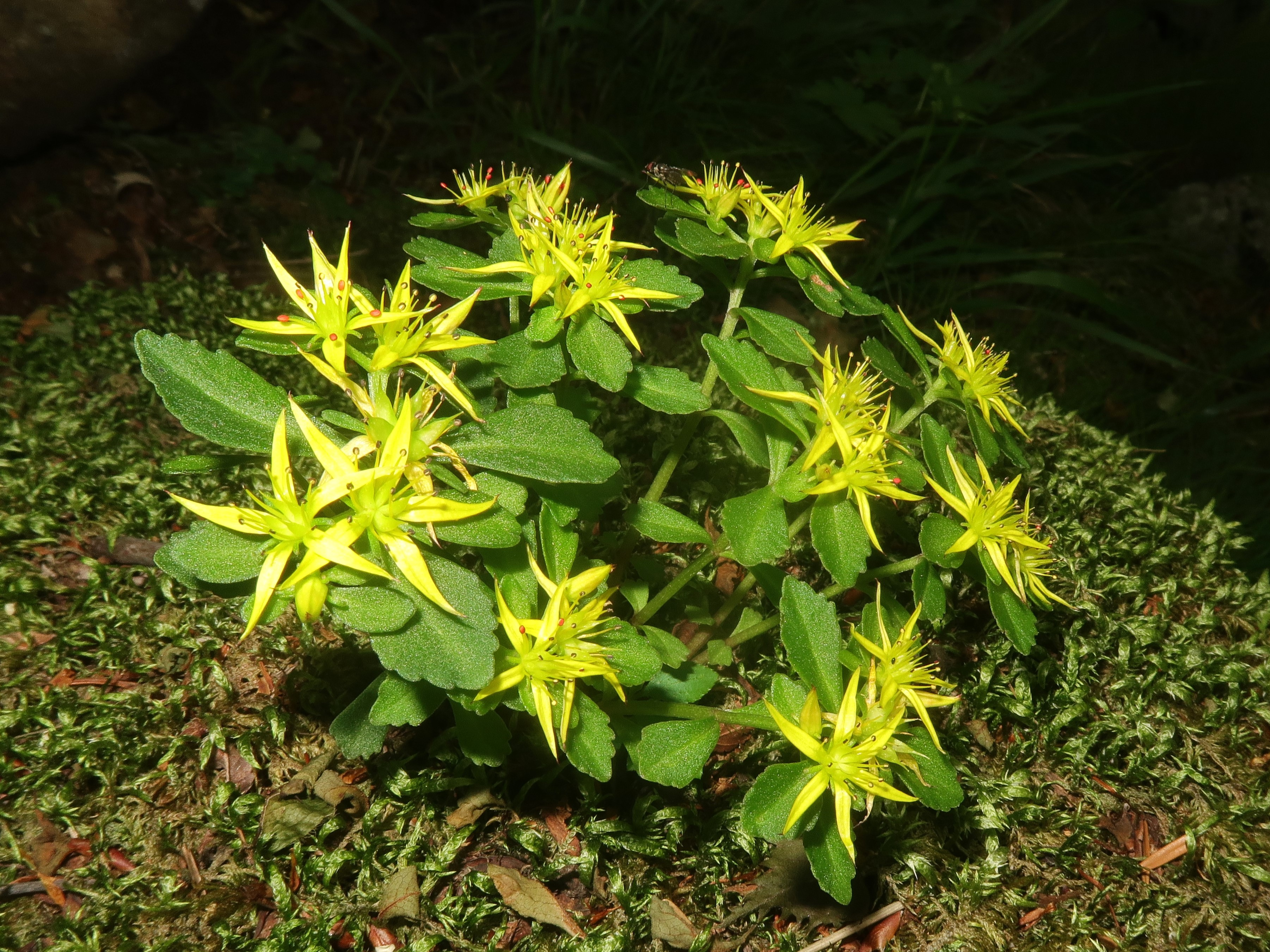
茎の先端に小型の集散花序をつけ、この個体は2-3個の花をつける。花は黄色で5数性、花弁は線状披針形で、先端が針状に鋭くとがる。雄蕊は10個あり、裂開直前の葯は赤橙色になる。
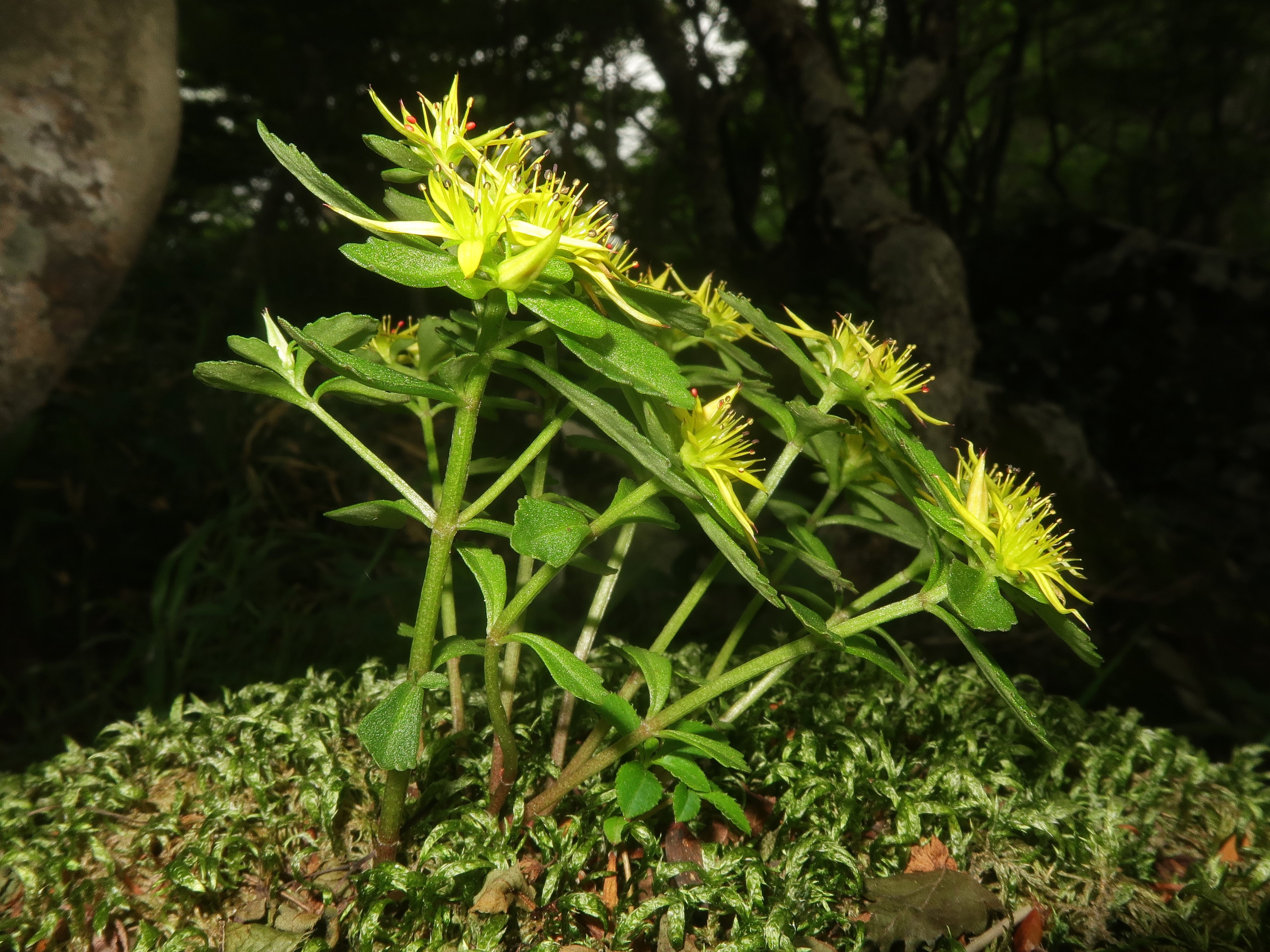
花茎は直立する。葉は対生し、その数は3-4対と少ない。葉身は広倒披針形から倒卵形で、先端は鈍頭、基部はしだいに細まり、葉縁の上部半分に波状の鋸歯がある。萼裂片は線形になる。